# 沃特瓦利 (肯塔基州)
沃特瓦利（英語：Water Valley）是位於美國肯塔基州格雷夫斯縣的一個人口普查指定地區。

## 人口
根據2020年美國人口普查的數據，沃特瓦利的面積為1.38平方千米，當中陸地面積為1.38平方千米，而水域面積為0.00平方千米。當地共有人口235人，而人口密度為每平方千米170.29人。